# Hug de Llupià
Hug de Llupià i Bages (* vor 1379 in Roussillon; † 1427 in Valencia) war ein römisch-katholischer Geistlicher, Bischof von Tortosa und Bischof von Valencia. Er war auch Schriftsteller. Er gehörte einer adligen Familie von Roussillon und war Bruder von Ramon de Llupià. 

## Biografie
Er war Sohn von Pere de Llupià, der Herr von Bages und vom Schloss von Monistrol in Roussillon war.
1379 wurde er zum Bischof von Tortosa ernannt. Er blieb da bis 1397. 1388 stellte er in seiner Diözese das Fest der Unbefleckte Empfängnis fest. Außerdem erließ er verschiedene synodische Verfassungen während der Jahre 1390, 1393 und 1397.
Als Johann I. gestorben war, nahm er an einer Botschaft nach Sizilien teil, um seinen Bruder Martin. I anzufordern, nach Katalonien zurückzukommen. Benedikt XIII. ernannte ihn Bischof von Valencia nach der Beantragung vom König Martin I. Er war Bischof von Valencia von 1398 bis zu seinem Tod 1427. 1408 nahm er am Konzil von Perpignan teil. Nichtsdestoweniger nahm er an Konzil von Konstanz nicht teil. Er rief eine Synode 1422 zusammen. In dieser Synode erließ er acht kanonische Gesetze hinsichtlich der Messe und ihrer Zeremonien. Er wurde unter der Hauptkapelle der Kathedrale von Valencia begraben. Francesc Eiximenis widmete ihm sein Pastorale (Hirtenbrief). Dieses Buch wurde auf Latein geschrieben, und es geht um Ratschläge für Priester und Bischöfe nach dem Vorbild des klassischen Pastorale von Gregor dem Großen.

## Werke
- Constitutiones liturgicae et synodales. (latein.)
- Liber Instrumentorum. (latein.)